# (473048) 2015 HH82
(473048) 2015 HH82 es un asteroide perteneciente al cinturón de asteroides, descubierto el 16 de octubre de 2006 por el equipo del Spacewatch desde el Observatorio Nacional de Kitt Peak, Arizona, Estados Unidos.

## Designación y nombre
Designado provisionalmente como 2015 HH82.

## Características orbitales
2015 HH82 está situado a una distancia media del Sol de 3,041 ua, pudiendo alejarse hasta 3,515 ua y acercarse hasta 2,568 ua. Su excentricidad es 0,155 y la inclinación orbital 4,005 grados. Emplea 1937 días en completar una órbita alrededor del Sol.

## Características físicas
La magnitud absoluta de 2015 HH82 es 16,6.